# Maliattha subcrocea
Maliattha subcrocea is een vlinder uit de familie spinneruilen (Erebidae). De wetenschappelijke naam is voor het eerst geldig gepubliceerd in 1959 door Berio.
De soort komt voor in tropisch Afrika.